# 市原市立鶴舞小学校
市原市立鶴舞小学校（いちはらしりつ つるまいしょうがっこう）は、千葉県市原市鶴舞にある公立小学校。文部科学省の学校コードはB112210004556、旧学校調査番号は121074。通称は鶴小（つるしょう）。

## 概要
市原市中部の南総地区に位置する。市原市では姉崎小学校、八幡小学校、戸田小学校、牛久小学校と並んで最も古い小学校の一つで、2023年度で創立150周年を迎える。鶴舞城があった敷地にもともと所在していたが、一度隣接地に移転しており、しばらくしてから元の敷地には市原市立鶴舞中学校が開校している。その後、鶴舞中学校が閉校し、まもなく旧鶴舞中学校校舎を利用する形で元の所在地に戻ってきており、この場所が現時点での所在地となっている。

## 沿革

### 概歴
1873年（明治6年）8月15日に鶴舞東小学校が、翌年に鶴舞西小学校が開校した。2校の統合時期は不明である。開設当初の所在地は鶴舞東小学校が旧鶴舞藩藩主である井上正直の居城で、鶴舞西小学校が民家であった。1892年（明治25年）に大宮分教場と田尾分教場が設置され、1年生から4年生のうち池和田・矢田・下矢田在住者が前者で、田尾と山小川在住者が後者で、5・6年生が本校で授業を受けた。なお、どちらの分教場も現在は存在しない。1900年（明治33年）に鶴舞尋常小学校に改称、同年に鶴舞高等小学校が設置される。翌々年の1902年（明治35年）には田尾大宮尋常小学校が本校に吸収され廃校となり、本校は鶴舞尋常小学校に改称した。1908年（明治41年）に鶴舞高等小学校と鶴舞尋常小学校が合併して、鶴舞尋常高等小学校となった。1910年（明治43年）に、隣接地に新校舎を建設して移転した。昭和に入り、1941年（昭和16年）の国民学校令施行に伴い鶴舞国民学校に改称、戦後の1947年（昭和22年）には学校教育法施行により鶴舞町立鶴舞小学校に、1954年（昭和29年）南総町立鶴舞小学校の改称を経て、1967年（昭和42年）に現校名の市原市立鶴舞小学校と改称し現在に至る。1973年（昭和48年）に、再び元の所在地である旧市原市立鶴舞中学校跡に移転した。1975年（昭和50年）には千葉県特殊教育センター研究協力指定校、1978年（昭和53年）には交通安全教育研究優良校として千葉県教育委員長より表彰されている。

### 年表
- 1873年（明治6年）8月15日 - 鶴舞東小学校開校[5]。
- 1874年（明治7年） - 鶴舞西小学校開校[5]。
- 1892年（明治25年）12月5日 - 大宮分教場と田尾分教場設置[5]。
- 1900年（明治33年）6月 - 鶴舞尋常小学校に改称[5]。
- 1908年（明治41年）12月 - 高等小学校が尋常小学校に併合し鶴舞小学校に改称[5]。
- 1910年（明治43年）11月 - 2代目校舎完成。
- 1934年（昭和9年）2月 - 鶴舞少年赤十字発団式
- 1941年（昭和16年）4月1日 - 鶴舞国民学校に改称[5]。
- 1947年（昭和22年）4月1日 - 鶴舞町立鶴舞小学校に改称[5]。
- 1954年（昭和29年）11月15日 - 南総町立鶴舞小学校に改称[5]。
- 1967年（昭和42年）10月1日 - 市原市立鶴舞小学校に改称[5]。
- 1973年（昭和48年）4月1日 - 旧市原市立鶴舞中学校校舎に移転[5]。
- 1979年（昭和54年）11月30日 - 旧市原市立鶴舞中学校跡地に4代目となる現校舎の供用開始[5]。
- 2016年（平成28年）4月1日 - 市原市立平三小学校と併合[5]。

### 統合した学校
鶴舞小学校に統合した学校は以下の通りである。
| 学校名         | 開校                     | 開校時 | 開校時 | 開校時 | 場所   | 設置者     | 備考                 |
| 学校名         | 開校                     | 児童数 | 児童数 | 教員数 | 場所   | 設置者     | 備考                 |
| 学校名         | 開校                     | 男     | 女     | 教員数 | 場所   | 設置者     | 備考                 |
| -------------- | ------------------------ | ------ | ------ | ------ | ------ | ---------- | -------------------- |
| 鶴舞東小学校   | 1873年（明治6年）8月15日 | 100名  | 29名   | 2名    | 鶴舞城 | 八木義秋   | 鶴舞小学校の本流     |
| 米原小学校     | 1873年（明治6年）        | 23名   | 6名    | 1名    | 廃寺   | 常住七郎平 | 平三小学校に改称     |
| 山小川小学校   | 1873年（明治6年）        | 68名   | 5名    | 3名    | 不明   | 射落源内   | 田尾尋常小学校に改称 |
| 鶴舞西小学校   | 1874年（明治7年）        | 24名   | 2名    | 2名    | 民家   | 八木義秋   | 鶴舞小学校に統合     |
| 小草畑学校     | 1875年（明治8年）        | 14名   | 1名    | 1名    | 寺院   | -          | 平三小学校に統合     |
| 下矢田学校     | 1876年（明治9年）        | 31名   | 2名    | 1名    | 寺院   | -          | 大宮尋常小学校に統合 |
| 池和田学校     | 1876年（明治9年）        | 22名   | 18名   | 1名    | 寺院   | -          | 大宮尋常小学校に改称 |
| 平蔵学校       | 1876年（明治9年）        | 34名   | 9名    | 1名    | 寺院   | -          | 平三小学校に統合     |
| 田尾尋常小学校 | 山小川小学校が改称       | -      | -      | -      | -      | -          | 鶴舞小学校に統合     |
| 大宮尋常小学校 | 池和田学校が改称         | -      | -      | -      | -      | -          | 鶴舞小学校に統合     |
| 平三小学校     | 米原小学校が改称         | -      | -      | -      | -      | -          | 鶴舞小学校に統合     |

## 施設

### 敷地
敷地の詳細は以下の通りである。
- 所在地：〒290-0512　千葉県市原市鶴舞708番地
- 所有者：市原市
- 敷地面積：16,131m2
- 用途地域：指定なし
- 指定建蔽率：60%
- 指定容積率：100%
- 取得価格：535,180,000円

### 建物
敷地内の建物は以下の通りである。
| 棟番号 | 棟名称         | 構造 | 階数        | 延床面積   | 建築年 | 耐震情報   | 備考     |
| ------ | -------------- | ---- | ----------- | ---------- | ------ | ---------- | -------- |
| 001    | 校舎-1         | RC造 | 地上3階建て | 2,796.00m2 | 1979年 | 耐震工事済 | IS値0.72 |
| 002    | 体育館         | RC造 | 地上1階建て | 809.00m2   | 1982年 | 新耐震     | IS値1.41 |
| 003    | 倉庫・物置     | 木造 | 地上1階建て | 66.00m2    | 1983年 | -          |          |
| 004    | 倉庫・物置     | 木造 | 地上1階建て | 26.00m2    | 1988年 | -          |          |
| 005    | 倉庫・物置     | 木造 | 地上1階建て | 26.00m2    | 1992年 | -          |          |
| 006    | 倉庫・物置     | 木造 | 地上1階建て | 20.00m2    | 1965年 | -          |          |
| 007    | 倉庫・物置     | 木造 | 地上1階建て | 14.00m2    | 1969年 | -          |          |
| 008    | 処理場・加工場 | S造  | 地上1階建て | 9.00m2     | 1988年 | -          |          |

## 諸活動

### 児童会活動
学校教育およびクラブ活動の実績として、1934年（昭和9年）に発団した鶴舞少年赤十字団は青少年赤十字JRCとして現存している。

### 部活動
2000年代からは水泳部の実績として、2000年（平成12年）に日本水泳連盟優秀賞を受賞しており、2008年（平成20年）には小学校水泳大会南総・加茂地区大会で5大会連続優勝を記録している。この5連覇の功績により、2008年度（平成20年度）市原市教育委員会スポーツ賞を受賞した。2013年（平成25年）にはミニバスケットボール部が5連覇を達成し、再び市原市スポーツ表彰を受けている。

## 通学区域
以下の町丁字とその範囲を通学区域として指定している。
- 水沢
- 矢田
- 池和田
- 田尾
- 山小川
- 奥野の一部
- 下矢田の一部
- 鶴舞の一部
- 平蔵
- 米原
- 小草畑

## 通学区域内施設
通学区域内の主な施設は以下の通りである。
- 旧市原市立鶴舞中学校跡（同敷地）
- 旧市原市立鶴舞小学校跡（隣敷地）
- 鶴舞城跡（隣敷地）

## 中学校区
- 市原市立南総中学校

## 隣接小学校区
- 市原市立牛久小学校
- 市原市立加茂小学校
- 長柄町立水上小学校
- 長南町立長南小学校
- 長南町立西小学校
- 大多喜町立大多喜小学校

## アクセス
- 上総鶴舞駅から徒歩29分
- 小湊鐵道バス（牛06系統、牛07系統）
  - 「鶴舞病院入口」で下車、徒歩1分